# Arma di concessione
In araldica, si definiscono armi di concessione le pezze araldiche ricevute, per ricompensa di servigi particolari o come titolo onorifico, da re, imperatori o altri organi di particolare importanza.
Le armi ricevute in concessione venivano aggiunte a quelle delle famiglie beneficiarie ed erano poste, nello stemma, nelle posizioni araldicamente dominanti, quali il capo, o il primo (e quarto) quartiere dell'inquartato, e così via.

Capo di concessione di papa Paolo V e capo dell'Impero
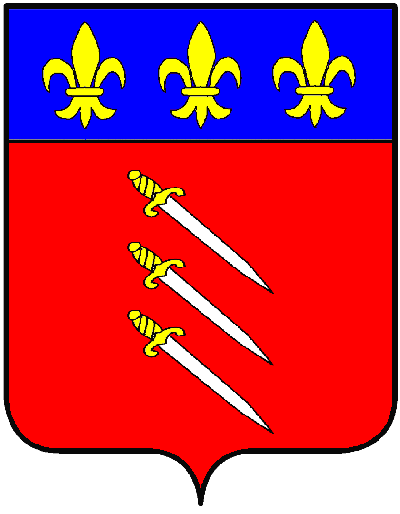
Capo di Francia
Capo d'Angiò
Capo d'Aragona
Capo napoleonico per le bonne ville del primo impero
Capo napoleonico per le buone città del regno d'Italia